# Mount Hardey
Mount Hardey är en ort i Australien. Den ligger i kommunen York och delstaten Western Australia, omkring 95 kilometer öster om delstatshuvudstaden Perth. Orten hade 154 invånare år 2021.
Närmaste större samhälle är York, nära Mount Hardey. 